# Never Never Never
Albums de Shirley Bassey
And I Love You So
(1972) Live at Carnegie Hall
(1973)
Singles
Never Never Never est le dix-huitième album studio de Shirley Bassey, sorti en 1973. Il sort après la contre-performance de And I Love You So au Royaume-Uni comme aux États-Unis. Never Never Never rattrape les choses en étant classé no 10 au UK Albums Chart et remportant un disque d'argent avec plus de 60 000 exemplaires vendus. 
L'album contient la chanson-titre Never Never Never, adaptation de Grande grande grande, composée pour Mina. Le single sort en février 1972 au Royaume-Uni et en mars aux États-Unis et entre aussitôt au UK Singles Chart (no 8), au Hot Adult Contemporary Tracks (no 8) puis au Billboard 200 (no 48). 
Ni les singles Make The World A Little Younger (UAK-5760, face A) et The Old Fashioned Way (face B), adaptation des Plaisirs démodés de Georges Garvarentz et Charles Aznavour n'entrent au hit-parade. 
Never Never Never sort en 33 tours avec une double pochette signée de Lord Snowdon au Royaume-Uni, une pochette différente aux États-Unis, en cassette audio et cartouche stéréo, puis est réédité par BGO Records avec Good, Bad, but Beautiful en double disque compact en 2005.

## Liste des chansons

### Face A
1. Never, Never, Never (Tony Renis, Alberto Testa, Norman Newell)
2. Baby I'm-a Want You (David Gates)
3. Someone Who Cares (Alex Harvey)
4. The Old Fashioned Way (Georges Garvarentz, Al Kasha, Charles Aznavour, Joel Hirschorn)
5. I Won't Last a Day Without You (Paul Williams, Roger Nichols)
6. Somehow (Larry Grossman, Hal Hackady)

### Face B
1. There's No Such Thing as Love (Ian Fraser, Anthony Newley, George Hackney)
2. Killing Me Softly with His Song (Norman Gimbel, Charles Fox)
3. Going, Going, Gone (John Barry, Alan Jay Lerner)
4. No Regrets (en) (Tom Rush)
5. Together (Graham Gouldman)
6. Make The World a Little Younger (Thomas B. Howell, Karen O'Hara, Denny McReynolds)

## Personnel
- Shirley Bassey – chant
- Noel Rogers - producteur exécutif
- Johnny Harris – producteur, arrangements, orchestration
- Arthur Greenslade - arrangements, orchestration
- Chris Gunning - arrangements, orchestration